# طغرل تركش
يلدرم طُغرُل تُركش (بالتركية: Tuğrul Türkeş) (1 ديسمبر 1954 - ) سياسي واقتصادي تركي شغل منصب نائب رئيس الوزراء في تركيا منذ 28 أغسطس 2015 حتى 19 يوليو 2017، حيث شارك بدايةً من الحكومة المؤقتة التي شُكِّلت من قبل رئيس الوزراء أحمد داود أوغلو في 28 أغسطس 2015 ممثلا عن حزب الحركة القومية، ثم ترك حزبه في وقت لاحق وانضم إلى حزب العدالة والتنمية، وانتُخب نائبًا في البرلمان عن حزب العدالة والتنمية في انتخابات نوفمبر 2015، واستمر في منصبه كنائب رئيس الوزراء ولكن في هذه المرة عن حزب العدالة والتنمية "حكومة الأغلبية".